# Matea Samardžić
Matea Samardžić (Split, 17 de enero de 1995) es una deportista croata que compitió en natación.
Ganó una medalla de bronce en el Campeonato Europeo de Natación de 2016, en la prueba de 200 m espalda. Participó en los Juegos Olímpicos de Río de Janeiro 2016, ocupando el decimotercer lugar en la prueba de 100 m espalda.

## Palmarés internacional
| Campeonato Europeo | Campeonato Europeo    | Campeonato Europeo | Campeonato Europeo |
| Año                | Lugar                 | Medalla            | Prueba             |
| ------------------ | --------------------- | ------------------ | ------------------ |
| 2016               | Londres (Reino Unido) | Medalla de bronce  | 200 m espalda      |